# Nancy Mérienne
Antoinette 'Nancy' Mérienne (1792 of 1793 - Genève, 6 oktober 1860) was een Zwitserse kunstschilderes.

## Biografie

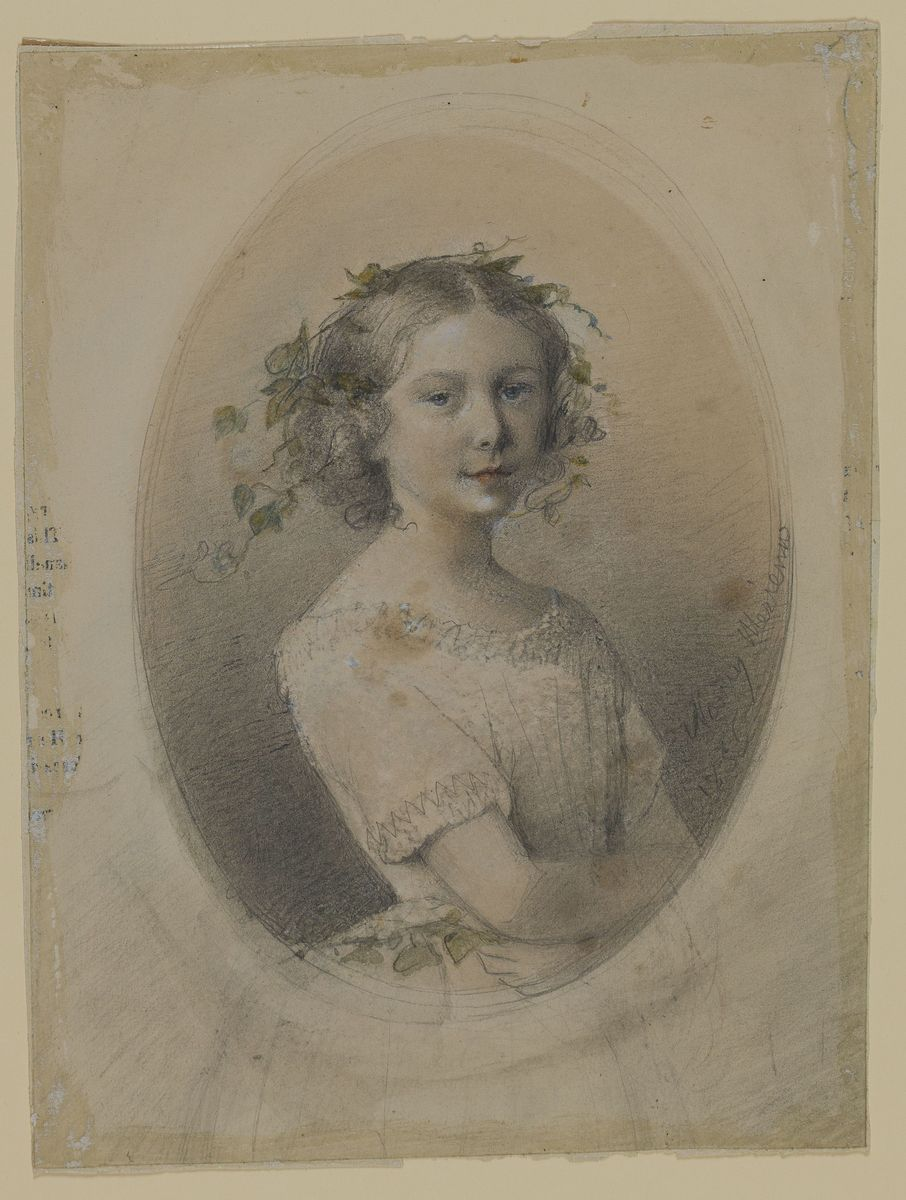
Tekening van Cécile Revilliod, een nicht van Gustave Revilliod, door Nancy Mérienne.

Nancy Mérienne was een dochter van Jean-Pierre en van Suzanne Elisabeth Aimée Soiron. Als portretschilderes werkte ze met olieverf, potlood en doezelaar, maar ook met aquarel, pastel en in miniatuur. Ze was een leerlinge van Firmin Massot en ontwikkelde een stijl die sterk leek op die van Amélie Munier-Romilly. Ze reisde meermaals doorheen Frankrijk, Zwitserland en verbleef ook in Londen. Daarnaast was ze via de Franse gemeenschap bekend binnen de burgerij van Genève. Ze schilderde verschillende portretten van George Sand, portretteerde de jonge Franz Liszt tijdens diens verblijf in Genève in 1836 en werkte ook vaak voor de Russische adel. Ze schilderde ze onder meer een portet van tsaar Alexander II van Rusland.